# 2007 en droit
Cet article présente les faits marquants de l'année 2007 en droit.

## Chronologie

### Janvier
- 30 janvier, France : adoption en première lecture du projet de loi inscrivant l'abolition de la peine de mort dans la Constitution française.

### Mars
- 5 mars 2007, France : loi relative à la prévention de la délinquance.

### Avril
- 15 avril 2007, Canada : loi sur la protection des fonctionnaires divulgateurs d'actes répréhensibles.

### Mai
- 5 mai 2007, Nouvelle-Zélande : Human Rights (Women in Armed Forces) Amendment Act 2007

### Août
- 10 août 2007, France : loi sur la récidive instaurant les peines-plancher (dite « loi Dati ») et Loi relative aux libertés et responsabilités des universités (LRU).
- 21 août 2007, France : loi TEPA.

### Novembre
- 20 novembre 2007, France : loi relative à la maîtrise de l'immigration, à l'intégration et à l'asile.